# Sentier européen E1
Le Sentier européen E1 est un sentier européen de grande randonnée d'une longueur totale de 4 960 km reliant la Suède à l'Italie par le Danemark, l'Allemagne et la Suisse. Premier sentier européen à avoir été établi, il s'agit de l'un des quatre chemins Nord-Sud avec les sentiers européens E2, E6 et E10.

## Description

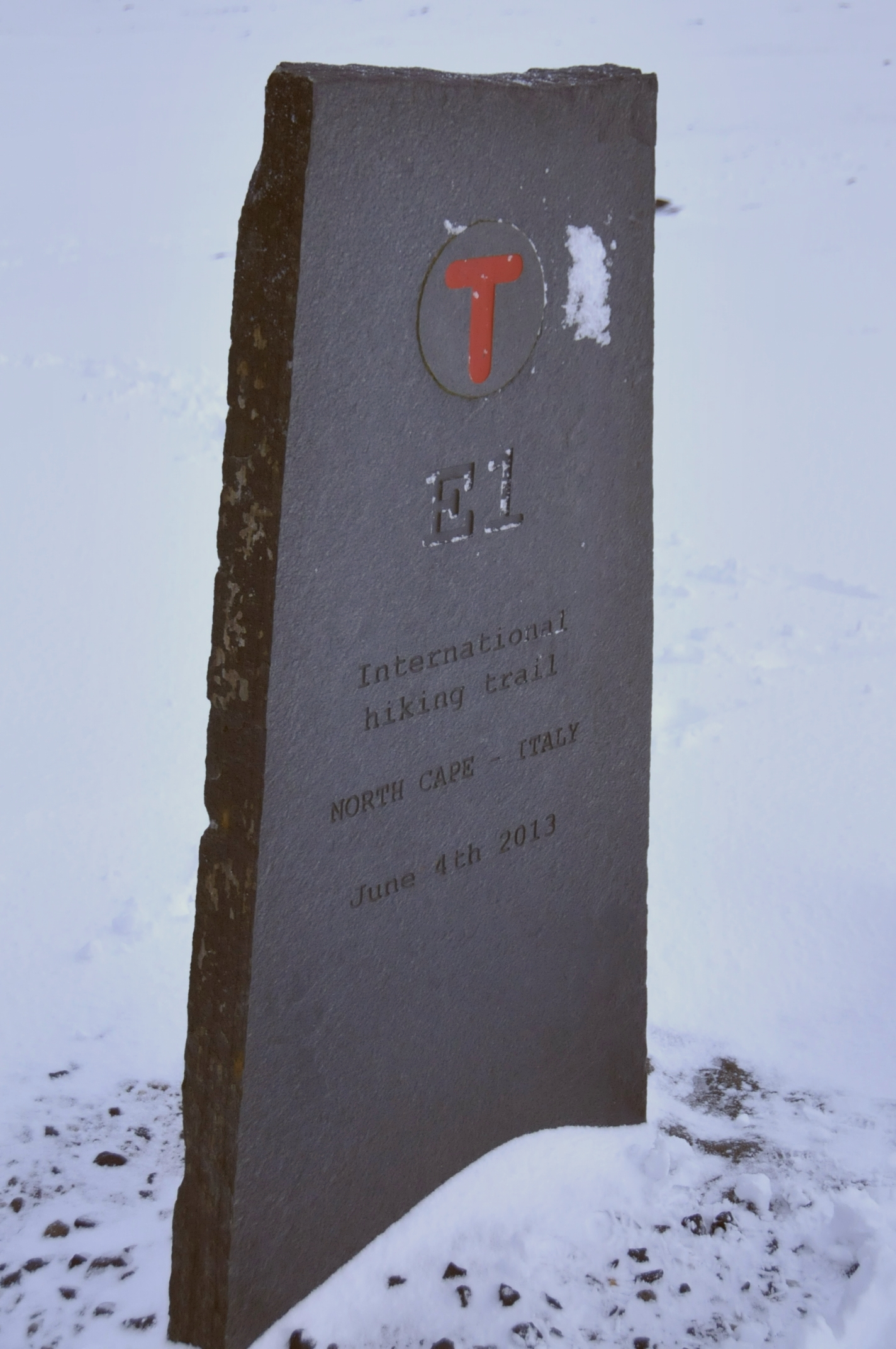
Borne représentant le départ du sentier.

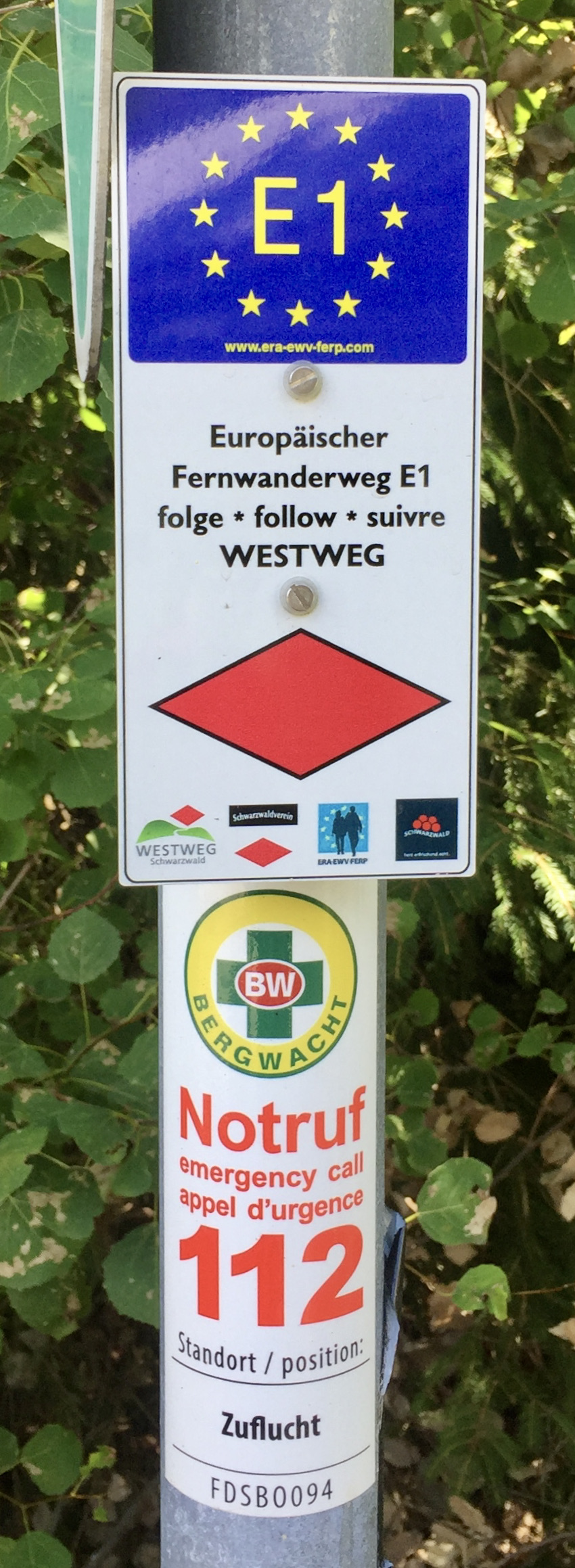
Signalétique en Allemagne.

Commençant au Cap Nord, puis suivant plus ou moins la frontière entre la Suède et la Norvège entre Kautokeino et Grövelsjön (lac Grövel), le chemin se déploie sur près de 1 200 km en Suède, avant de traverser le Cattégat entre la Suède et le Danemark (par ferry). Le sentier se prolonge ensuite au Danemark (325 km sur les terres danoises), se mêlant un temps, de Padborg à Güster (Allemagne) au sentier européen E6. Le sentier E1 dévie alors légèrement vers l'ouest, et traverse les régions de Schleswig-Holstein, de Hambourg, de Basse-Saxe, de Rhénanie-du-Nord-Westphalie, de Rhénanie-Palatinat, de Hesse et du Bade-Wurtemberg, pour arriver, après 1 829,5 km de périple en Allemagne, en Suisse. La partie suisse, longue de 348 km et uniquement située en Suisse alémanique, longe plusieurs lacs (lac de Constance, lac des Quatre-Cantons) avant de monter jusqu'au col du Saint-Gothard (2 108 mètres d'altitude), point culminant du sentier. Le sentier redescend ensuite au Tessin, puis en Italie pour les 1 150 derniers kilomètres, traversant la Lombardie, l'Emilie-Romagne et la Ligurie pour atteindre la mer Méditerranée à Gênes, puis longe la chaîne des Apennins jusqu'à Scapoli, point d'arrivée du sentier.
Une prolongation du sentier au Sud est actuellement à l'étude : 
- au Sud, une prolongation jusqu'à la Sicile par les Apennins est en cours de discussion avec la Federazione Italiana Escursionismo.

## Norvège
En 2010-2011, l'Association norvégienne de randonnée a créé un sentier de randonnée balisé allant de Nordkapp à Kautokeino. En suivant également les sentiers Nordkalottleden et Grensesømmen, l’E1 s'est prolongé jusqu’au Cap Nord.  Les sentiers Nordkalottleden (Kautokeino - Treriksrøysa - Abisko - Sulitjelma) et Grensesømmen (Sulitjelma - Røssvatnet - Børgefjell - Gressåmoen - Sylarna - Grövelsjön) traversent plusieurs fois les frontières norvégienne-finlandaise et norvégienne-suédoise. La route entre Nordkapp et Grövelsjön va en partie dans des zones très isolées avec très peu d’abris et très peu de services disponibles. Certaines parties du chemin ne sont pas marquées, ce qui oblige les randonneurs à trouver leur propre itinéraire

### Coup d'envoi
Le 4 juin 2013, Innovasjon Norge et l'Association norvégienne de randonnée ont marqué l'ouverture officielle de la partie norvégienne du sentier. Le sentier s'étend 2 105 km, et comprend 60 000 repères, soit des cairns ou sur les tronc des arbres sur le chemin, sauf dans le parc national Børgefjell ; la réglementation du parc national de Børgefjell interdit les marqueurs. La section de Børgefjell est uniquement marquée sur les cartes. Ceci est également valable pour la section suivante ; de la pointe sud du parc national Børgefjell dans le Trøndelag  à Steinkjer il n’y a pas de repères.

### Livres
- Krause, Arthur, Europäischer Fernwanderweg E1 [Le sentier de grande randonnée E1 - Guide avec cartographie détaillée en allemand], Innsbruck, Kompass Cartes, 2007.  (ISBN 978-3-85491-707-6)